# Otiothops curua
Otiothops curua là một loài nhện trong họ Palpimanidae. Loài này được phát hiện ở Brasil.